# Le Coup de grâce (roman)
Pour les articles homonymes, voir Le Coup de grâce.
Le Coup de grâce est un court roman de Marguerite Yourcenar écrit à Capri en 1938 et paru en 1939.

## Résumé
Erich von Lhomond, officier prussien blessé pendant la guerre d'Espagne où il a combattu du côté de Franco, se rappelle des souvenirs remontant à 1919, pendant la guerre civile russe.
Il stationnait alors avec son corps franc issu des Armées blanches à Kratovice (sans doute inspiré de Marienbourg), en Courlande, près de la Baltique, dans le château à moitié en ruines de son ami intime Conrad de Reval et de sa jeune sœur Sophie. Le château est cerné par les bolcheviks, la mort rôde. Sophie, jeune femme ardente et courageuse, tombe amoureuse d'Erich, personnage froid, voire cynique, comme indifférent aux douceurs de la vie, mais qui se sent un peu troublé par l’amour de la jeune femme bien qu'il semble plus attaché à Conrad.
Lasse d'être repoussée, la jeune femme tente de s'étourdir dans des amours de passage. Depuis longtemps gagnée au parti adverse, elle quitte finalement le château familial pour retrouver son camarade Grigori Loew, modeste étudiant juif militant communiste.
Quelques mois plus tard, Erich et ses hommes doivent abandonner Kratovice. Beaucoup meurent, dont Conrad. Ils tombent alors sur un détachement de « Rouges », parmi lesquels Sophie, et les font prisonniers. Ils les exécutent à l'aube et Sophie demande à être tuée par Erich.

## Auteur du roman
La Courlande, l’aristocratie germano-balte, l’homoérotisme, la ruine d’une époque et la montée en puissance du bolchévisme dans une atmosphère de guerre civile, tout cela a été inspiré à Marguerite Yourcenar par les récits de Conrad et Jeanne de Vietinghoff, alors qu’elle écrivait à l’été 1938 dans une Italie belliqueuse et que la guerre civile espagnole n’était pas terminée, tandis que les périls en Europe se faisaient de plus en plus précis. L’Italie lui rappelle le temps où elle était amoureuse d’André Fraigneau, amour sans réponse, ce qui lui a permis sans doute de se projeter dans le personnage de Sophie et aussi dans la résignation d’Erich.

## Adaptation cinématographique
Le roman est adapté au cinéma en 1976 par Volker Schlöndorff, sous le titre Le Coup de grâce (Der Fangschuß).